# Thiago Mendes
Thiago Henrique Mendes Ribeiro (nascut el 15 de març de 1992) és un futbolista brasiler que juga de centrecampista a l'Olympique de Lió.